# Му, Тарьей Сандвик
Тарьей Сандвик Му (норв. Tarjei Sandvik Moe; род. 24 мая 1999 года, Осло, Норвегия) — норвежский актёр, наиболее известный по роли Исака Вальтерсена в сериале  «Стыд».

## Биография

### Ранние годы
Тарьей Сандвик является внуком норвежского актёра Торгильса Му.
Учился в норвежской школе Hartvig Nissen, где и проходили съемки сериала SKAM.

### Карьера
Широкую известность Му принесла роль в драматическом подростковом сериале норвежского производства «Стыд», который транслировался на телеканале NRK с октября 2015 по июнь 2017 года. Сериал включает в себя четыре сезона, и персонаж Му — Исак Вальтерсен, был главным лицом третьего сезона. Его персонаж появляется также и в других сезонах.
В 2017 году Му был номинирован как «Лучший актер» за роль Исака Вальтерсена на ежегодной премии норвежской телевизионной индустрии Gullruten. Он выиграл премию Gullruten Audience Award вместе с коллегой по сериалу «Стыд» — Хенриком Холмом. Также «Стыд» взял награду за «Лучший телевизионный момент года» — O Helga Natt, в котором сыграли Му и Холм.
В сентябре 2016 года он был гостем на ток-шоу норвежско-шведского телевидения «Skavlan» вместе с Юсефиной Петтерсен, которая играет Нуру (главная героиня второго сезона).
В феврале 2017 подписал контракт со шведским агентством — «Agentfirman».
В августе 2017 года Му вручал награду за «Лучшая женская роль» на ежегодном кинофестивале Норвегии Amandaprisen и был ведущим анонса номинантов на премию кинофестиваля «Nordic Council Film Prize» 2017 года. 
В феврале 2018 года Тарьей Сандвик был среди актёров сериала "Skam" (Стыд), которые встречались с членами Британской королевской семьи принцем Уильямом и герцогиней Кейт Миддлтон. Встреча произошла в рамках скандинавского турне монаршей семьи, в Норвегии в школе Хартвига Ниссена, где ранее проходили съёмки сериала. 

### Личная жизнь
В сентябре 2018 года актёр принял участие в норвежском ток-шоу Senkveld, и его спросили о его решении не раскрывать свою сексуальную ориентацию общественности. Он ответил, что его сексуальность — это «личное дело». Кроме того Му заявил: «Человек — это гораздо больше, чем его сексуальная ориентация. Я не хочу, чтобы были какие-либо громкие заголовки, что „Он гетеро“ или „Он гей“ или что-то в этом роде. Я актёр, вот что я такое. Вот на чём я пытаюсь сосредоточиться, и поэтому для меня не важно уделять какое-либо внимание тому, люблю ли я мальчиков или девочек».

## Работы

### Фильмография
| Год       |     | Русское название       | Оригинальное название    | Роль                                 |
| --------- | --- | ---------------------- | ------------------------ | ------------------------------------ |
| 2015—2017 | с   | Стыд                   | Skam                     | Исак Вальтерсен                      |
| 2017      | мф  | Эмоджи фильм           | Emojifilmen              | Алекс / голос (в норвежской озвучке) |
| 2017      | с   | —                      | Melk                     | подросток                            |
| 2018      | ф   | Один день в июле       | En Dag i Juli            | Йенс                                 |
| 2018      | ф   | Роман                  | En Affære                | Маркус Сименсен                      |
| 2019      | с   | —                      | Strømmeland              |                                      |
| 2019      | кор | —                      | On/Off                   |                                      |
| 2019      | с   | Грязный снег           | Skitten Snø              | Николас                              |
| 2020      | кор | Мы должны быть фильмом | Vi burde ha vært på film |                                      |
| 2021      | кор | Образование для мужчин | Hemale Education         | Элвин                                |
| 2021      | ф   | Счастливого Рождества  | Gledelig Jul             | Питтер                               |
| 2021      | с   | Таксист на минивэне    | Maxitaxi Driver          | Йоханнес                             |
| 2021      | ф   | Владение               | Possession               | Оскар                                |

### Театр
- What Would Jesus Do (2016) — антитеатр
- DET GÅR BRA (2017) — антитеатр
- Woman2Woman — A pussycal (2017) — антитеатр
- Grease (2018)
- Nyanser av Gris (2018)